# معتمدية جبنيانة
معتمدية جبنيانة إحدى معتمديات الجمهورية التونسية، تابعة لولاية صفاقس.